# Phillip Rhee
Phillip Rhee (* 7. September 1960 in Seoul, Südkorea) ist ein südkoreanisch-amerikanischer Schauspieler, Filmregisseur, Filmproduzent und Drehbuchautor.

## Leben

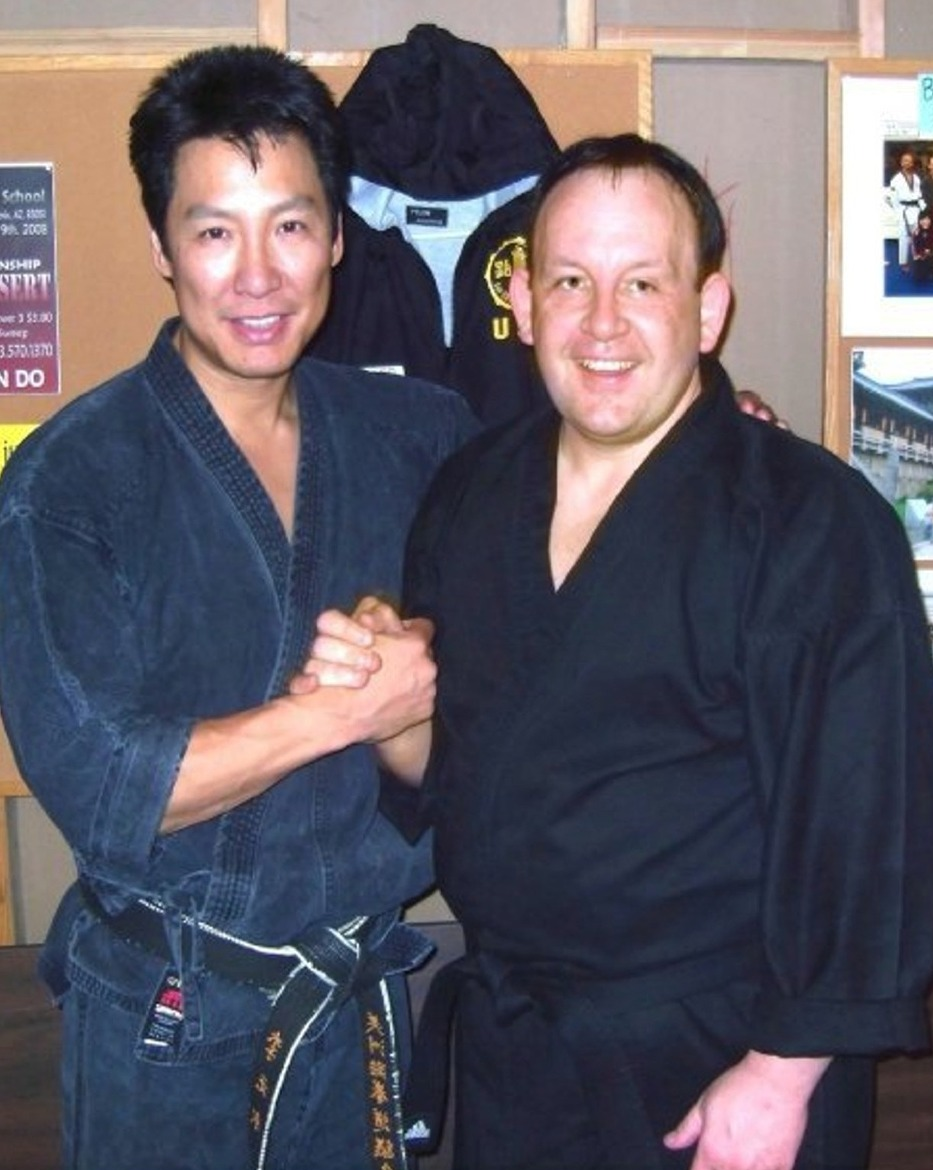
Philip Rhee (li.) und Barry Cook

Rhee wuchs in San Francisco auf und begann schon im Alter von vier Jahren verschiedene Kampfsportarten (Taekwondo, Hapkido und Kendō) zu erlernen. Sein großer Bruder Simon Rhee ist ebenfalls Schauspieler. 1990 heiratete Rhee seine Frau Amy Rhee, die in zwei seiner Filme mitspielte. Zurzeit lebt er in Los Angeles und ist als Drehbuchautor tätig.
Als Regisseur und Drehbuchautor zeichnete er sich für den dritten und vierten Teil der Best-of-the-Best-Filmreihe aus. Als Produzent war er an allen Filmen beteiligt.

## Filmografie
- 1984: Furious
- 1985: Zeus – The Crime Killer (Crime Killer)
- 1985: Los Angeles Streetfighter
- 1987: Hell Squad
- 1988: Commando Silent Assassins (Silent Assassins) (auch Produktion)
- 1989: Karate Tiger IV – Best of the Best (Best of the Best) (auch Produktion und Drehbuch)
- 1993: Best of the Best 2 – Der Unbesiegbare (Best of the Best 2) (auch Produktion
- 1995: Best of the Best 3 – No Turning Back (auch Produktion und Regie)
- 1998: Kick Fire – Ohne jede Vorwarnung (Best of the Best 4: Without Warning) (auch Produktion, Drehbuch und Regie)
- 2015: Underdog Kids (Drehbuch und Regie)